# Huff-Daland XB-1
Huff-Daland XB-1 Super Cyclops (Keystone XB-1B) – prototypowy, amerykański samolot bombowy zaprojektowany w zakładach Huff-Daland Company dla United States Army Air Corps (USAAC).
Był to pierwszy bombowiec noszący oznaczenie „B” według systemu oznaczeń samolotów United States Army Air Service wprowadzonego do użycia w 1924.

## Historia

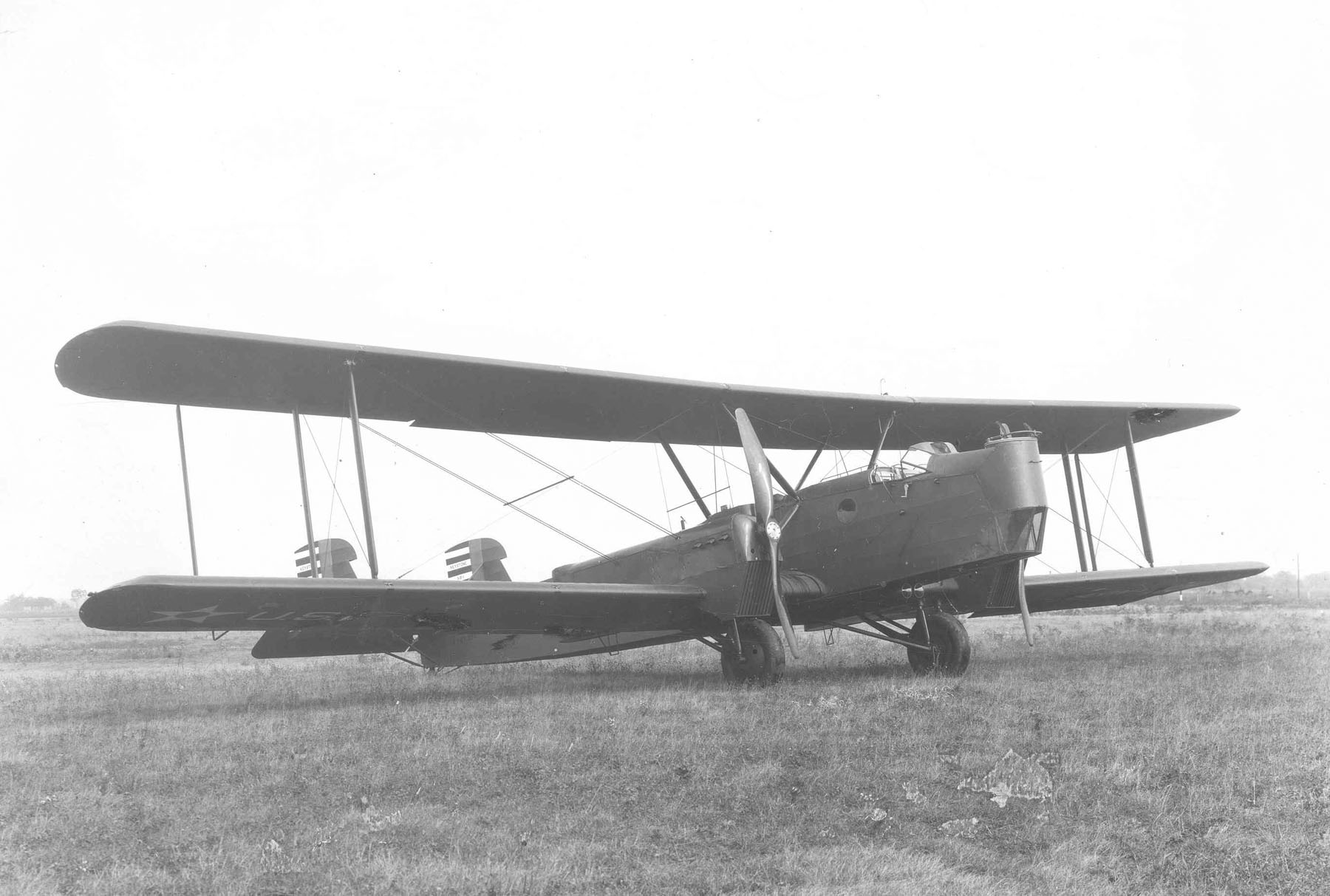
Huff-Daland XB-1

Samolot został zaprojektowany w zakładach Huff-Daland, gdzie znany był także jako Super Cyclops, i w 1926 został dostarczony Armii (numer seryjny 27-334) gdzie otrzymał oznaczenie XB-1.  Samolot bazował na wcześniejszym Huff-Daland XHB-1, ale napędzany był dwoma silnikami i miał podwójny ogon.
XB-1 miał nietypowe umiejscowienie obronnych stanowisk strzeleckich, dwa z nich znajdowały się w tylnej części gondoli silnikowych i były uzbrojone w podwójne karabiny maszynowe Lewis, podobnie uzbrojone były stanowisko strzeleckie znajdujące się w przedniej części kadłuba.  Tak nietypowe rozwiązanie zostało przyjęte aby zapewnić czyste pole ostrzału, nie zasłaniane przez statecznik pionowy ogona. Łącznie załoga bombowca wynosiła pięć osób.
Początkowo samolot był napędzany silnikami Packard 2A-1530 (510 KM) ale jego osiągi zostały uznane za niewystarczające i samolot został zwrócony do producenta w celu wymiany silników.  Samolot powrócił do Armii w 1927 już jako Keystone XB-1B (firma Huff-Daland została zreorganizowana jako Keystone, a oznaczenie XB-1A było już używane przez samolot Dayton-Wright XB-1A), napędzany dwoma silnikami Curtiss V-1570-5 Conqueror o mocy 600 KM każdy.
Nowe silniki o większej mocy ulepszyły nieco osiągi samolotu, ale nadal znacznie ustępowały zbudowanym w tym czasie dla USAAC samolotom Curtiss B-2 Condor i Sikorsky S-37.  Samolot nie wszedł do produkcji seryjnej i zbudowano tylko jeden prototyp.